# Iúlia Sviridenko
Iúlia Anatòliivna Svirídenko (ucraïnès: Юлія Анатоліївна Свириденко, transliteració internacionalː Yulia Svyrydenko; Txerníhiv, RSS d'Ucraïna, 25 de desembre de 1985) és una economista i política ucraïnesa. És l'actual i 19a Primera ministra d'Ucraïna, d'ençà del 17 de juliol del 2025.
Anteriorment va ocupar el càrrec de viceprimera ministra d'Ucraïna i simultàniament ministra de Desenvolupament Econòmic i Comerç d'Ucraïna des del 4 de novembre de 2021 fins al 2025.

## Educació
En 2008 es va llicenciar en Gestió Antimonopoli per la Universitat Nacional de Comerç i Economia de Kíiv.

## Carrera professional
El 5 de maig de 2020, el president d'Ucraïna, Volodímir Zelenski, va nomenar a Svirídenko com a representant d'Ucraïna en el subgrup sobre qüestions socials i econòmiques del Grup de Contacte Trilateral per a resoldre la situació al Donbàs (Ucraïna - Organització per a la Seguretat i la Cooperació a Europa - Rússia). El 22 de desembre de 2020, Zelenski trià Svirídenko com a cap Adjunt de l'Oficina del president en substitució de Iúlia Kovaliv.
El 4 de novembre de 2021, el Parlament d'Ucraïna va nomenar a Svirídenko viceprimera ministra i ministra d'Economia d'Ucraïna. Uns 256 diputats van votar a favor del seu nomenament.